# Francisco Caetano Tomás
Francisco Caetano Tomás (Lajedo, Lajes das Flores, Ilha das Flores, Açores, 12 de Setembro de 1924 — Angra, Ilha Terceira, 25 de Janeiro de 2018) foi um cónego e Monsenhor da Diocese de Angra  que se destacou no campo do aconselhamento psico-social no âmbito da acção pastoral católica. Embora seja por vezes referido como "psicólogo", não detém curso superior em Psicologia nem está inscrito na Ordem dos Psicólogos Portugueses..

## Biografia
Monsenhor Caetano Tomás, como é mais conhecido, completou os seus estudos iniciais no Seminário Episcopal de Angra, na ilha Terceira, tendo de seguida estudado em Roma, de 1947 a 1954, na Pontifícia Universidade Gregoriana, onde se licenciou em Teologia e Filosofia. Fez também alguns cursos de Matemática, Física e Métodos Científicos na Universidade de Roma.
Regressou aos Açores em 1954, fixando-se em Angra do Heroísmo, onde iniciou a sua carreira de docente no Seminário Episcopal de Angra.
Foi também docente, de Psicologia, na Escola do Magistério Primário de Angra do Heroísmo e na Escola Superior de Enfermagem daquela cidade (hoje instituições integradas na Universidade dos Açores).
Para além da sua actividade docente, destacou-se na introdução do aconselhamento psico-social, especialmente em matérias matrimoniais e de família, no âmbito da acção pastoral da Igreja Católica Romana, no âmbito da qual foi nomeado cónego da Sé Catedral de Angra e distinguido com o título eclesiástico de monsenhor. 
Nesse mesmo campo, sempre no contexto das suas funções eclesiais, participou em múltiplos programas sobre Psicologia na rádio e na televisão, e realizou ações de formação nessas matérias para docentes dos ensinos básico e secundário e para o público em geral. 
Desde 1980 que é o principal orientador dos "Cursos de Preparação para o Matrimónio", obrigatórios para os nubentes que pretendam casar no rito católico na Diocese de Angra, assumindo nessa matéria as orientações emanadas da Igreja Católica, o que lhe terá valido a reputação de sexista.
Foi director do jornal ergoterápico O Irresponsável, da Casa de Saúde de São Rafael, em Angra do Heroísmo.
Faleceu no dia 25 de Janeiro de 2018 no Hospital de Santo Espírito em Angra do Heroísmo. Contava com 93 anos.

## Ideologias e Polémicas
Ligado às doutrinas da Igreja Católica, e conhecido como seguidor do pensamento conservador daquela instituição, tem enfrentado severas críticas devido às suas posições, dentro e fora da Igreja, nomeadamente em questões ligadas à sexualidade e ao casamento católico. Além disso, é acusado de acreditar poder mudar a orientação sexual dos homossexuais, associar a homossexualidade à pedofilia, repudiar a educação sexual nas escolas, assumir uma posição desculpabilizante da pedofilia entre o clero católico, afirmando nunca ter encontrado casos dramáticos de vítimas de pedofilia na igreja, considerando que muitas crianças seduzem os potenciais abusadores e ilibam-lhes assim, em parte, de suas culpas.
Quando confrontado com o facto de ser procurado como psicólogo e tentar fazer este trabalho nas suas sessões de acompanhamento individuais, justifica-se dizendo que teve algumas cadeiras de Psicologia na Universidade e lê muito sobre a área.
Em consequência de algumas dessas posições, foi em 2012 retirado da lista de condecorações do Dia da Região em que deveria ter sido “agraciado com a Insígnia Autonómica de Mérito Profissional”  que havia sido proposta ao parlamento açoriano, devido ao veto do Bloco de Esquerda., sendo “enviada uma carta “...” pela líder da representação parlamentar do BE nos açores ao presidente da assembleia Legislativa regional (que) terá motivado o afastamento do nome de Caetano Tomás da lista de condecorados no Dia da região. Na missiva a que (o) DI teve acesso, remetida a Francisco Coelho (Actual (2012) Presidente da Assembleia Regional dos Açores) a 28 de Abril, Zuraida Soares (deputada do Bloco de Esquerda na assembleia Regional dos Açores) ameaça abster-se na votação em plenário da resolução relativa à atribuição das insígnias honoríficas, caso o nome de Caetano Tomás continue a figurar na lista. (…)  estando em causa o “texto da autoria do Caetano Tomás publicado na imprensa regional a quatro de maio de 2010 intitulado “Contra a pedofilia na igreja’”.  desencadeando forte polémica sobre a sua pessoa e a atitude do parlamento e dos líderes parlamentares.
Figura polémica para alguns, pelas suas atitudes, princípios que defende e discursos que pratica, muitas vezes revestidos com termos científicos na área da Psicologia, é também amplamente admirado e mantém elevada influência social, em especial entre os católicos mais conservadores   Este facto levou a que a ouvidoria da ilha Terceira defendesse o padre Caetano Tomás e a liberdade de expressão e opinião, reclamando o “direito ao pensamento livre” .
Assim “O plenário dos sacerdotes católicos que formam a Ouvidoria da ilha Terceira acusou o parlamento açoriano de" “falta de verticalidade e violação à liberdade de expressão e de opinião”", "ao excluir o padre Caetano Tomás da lista dos agraciados com insígnias honoríficas no Dia da região, assinalado a 28 do presente mês de maio.” Desta forma os “Os padres (da referida Ouvidoria) aprovaram por unanimidade, precisamente no Dia da região, um voto de protesto, que fizeram seguir para a presidência do parlamento (Açoriano), no qual afirmam entender que a exclusão de Caetano Tomás, após ter constado das listas, “ficou a dever-se a pressões baseadas em meros preconceitos de opinião que se pretendiam resumir a um julgamento sumário sem direito ao contraditório”. 
Também se criticou o facto da deputada Zuraida Soares, do BE, e outros deputados dos partidos de esquerda, não terem, pelo contrário, levantado objecções à atribuição de Insígnias Autonómicas de Reconhecimento a antigos militantes da antiga organização clandestina de extrema-direita separatista FLA, pelo Governo Regional, na mesma ocasião.

## Obras
- Condicionamentos – Pessoas Traços e Comportamentos, Edições Paulinas, 2000.
- Traços.
- Desvios.
- Encontro Homem/Mulher'.